# Lucila Pascua
María Lucila "Luci" Pascua Suárez (Barcelona, 21 de marzo de 1983) es una jugadora española de baloncesto, que juega en la posición de pívot. Es internacional con la selección femenina, y milita en el Cadí La Seu. Posee el récord de rebotes histórico en Liga Femenina.

## Biografía
Pascua, uno de los techos del baloncesto femenino español, comenzó a jugar a baloncesto a los 9 años en el Sant Gabriel de Ripollet, su ciudad natal, en la categoría de minibasket. A los 12, pasó al Club Natació Sabadell, de donde dio el salto al proyecto formativo Segle XXI de la Federación Catalana en el cual militó 4 años.

### Carrera profesional
Debutó en Liga Femenina a los 18 años cuando fichó por el Mann-Filter de Zaragoza. Militó cuatro temporadas en el equipo de la capital aragonesa, obteniendo un cuarto puesto en Liga Femenina en su primera temporada, un tercero acompañado con la designación como mejor pívot del campeonato (2002-2003), la primera participación del equipo en competiciones europeas (FIBA Eurocup 2003-2004) y un subcampeonato de la Copa de la Reina (2004-2005).
En la temporada 2005-2006 ficha por el Club Baloncesto San José  de León, permaneciendo otros 4 años y obteniendo dos cuartos puestos en Liga Femenina (2007-2008 y 2008-2009), un subcampeonato de Copa de la Reina (2007-2008) y 4 participaciones en la FIBA Eurocup, alcanzando los cuartos de final de dicha competición la última temporada.
Tras la desaparición del club leonés por problemas económicos, en la temporada 2009-2010 retorna al Mann-Filter Zaragoza, donde alcanza las semifinales de la Liga en las dos temporadas que permanece en dicho club.
En la temporada 2011-2012 ficha por el Perfumerías Avenida Salamanca de Lucas Mondelo, equipo campeón de la Euroliga la temporada anterior, y con el cual Pascua obtiene sus primeros títulos a nivel de club, destacando la Liga 2012-2013 y la Copa de la Reina 2011-2012.
Tras 2 años en Salamanca y 12 consecutivos en Liga española, Pascua recibe una oferta de dos temporadas del ŽKK Novi Zagreb y se marcha a Croacia. En la mitad de la primera temporada, el club rescinde el contrato y encuentra acomodo en PINKK Pécsi 424 húngaro, con el que consigue alzarse con el título de Liga.
En la temporada 2014-2015, vuelve a la Liga Femenina para disputarla con el CB Conquero, con el que consigue el subcampeonato de Copa, así como llegar a semifinales de Liga, cayendo contra el Spar Citylift Girona, a la postre campeón. Para la temporada 2015-2016, Pascua, renovó con el club de Huelva, con el que obtiene el título de Copa de la Reina, si bien tras la disputa del torneo rescinde su contrato y ficha por el Mann-Filter, iniciando así una tercera etapa en Zaragoza. Tras finalizar la temporada en puestos de play-off, Pascua firmó su renovación por dos temporadas más en el club zaragozano. En esta tercera etapa, el 6 de noviembre de 2016, consiguió superar a Érika de Souza como máxima reboteadora histórica de la Liga Femenina.
El 8 de junio de 2017 es elegida presidenta de la Asociación de Jugadoras de Baloncesto (AJUB).
En julio de 2018 ficha por el Lointek Gernika, con quien disputa la FIBA EuroCup Women.
En julio de 2019 ficha por el Cadí La Seu.

### Selección española
A nivel internacional, Pascua fue integrante de la selección española que consiguió el oro en el Campeonato Europeo cadete en 1999 en Tulcea, Rumanía, donde compartía equipo con la también internacional Nuria Martínez. Con tan sólo 18 años debutó en la selección absoluta el 18 de agosto de 2001, en un amistoso contra Lituania, si bien no acudió al Eurobasket de dicho año, sin embargo contribuyó a lograr la medalla de bronce en los Juegos Mediterráneos de 2001 en Túnez. 
A partir de 2002, su presencia ha sido habitual en las convocatorias de la selección, siendo durante muchos años la jugadora más alta del equipo con su 1,96m de estatura, y siendo una de las pocas jugadoras que ha superado las 200 internacionalidades. Ha participado en los Juegos Olímpicos de Atenas 2004, Pekín 2008, y de Río 2016 (obteniendo la medalla de plata en éstos) así como en cuatro Campeonatos del Mundo, compartiendo el récord femenino español con Amaya Valdemoro y Laia Palau, y en seis Eurobaskets, siendo con 8, la segunda jugadora española con más medallas absolutas, por detrás de Palau (con 9). 

## Trayectoria deportiva
- 1997-2001  Cantera Segle XXI
- 2001-2005  Filtros Mann Zaragoza. Liga Femenina
- 2005-2007  Acis Incosa León. Liga Femenina
- 2007-2009  Club Baloncesto San José. Liga Femenina
- 2009-2011  Mann Filter Zaragoza. Liga Femenina
- 2011-2013  Perfumerías Avenida Salamanca. Liga Femenina
- 2013-2014  ŽKK Novi Zagreb. A-1 Liga Žene *(rescinden contrato el 7 de enero de 2014)
- 2014  PINKK-Pécsi 424. Nemzeti Bajnokság I/A
- 2014-2016  CB Conquero. Liga Femenina.[12] *(rescinde contrato el 9 de febrero de 2016)[13]
- 2016-2018  Mann-Filter. Liga Femenina
- 2018-2019  Lointek Gernika. Liga Femenina
- 2019-2020.  Cadí La Seu. Liga Femenina
- 2020-act.  Estepona. Liga Femenina 2

## Palmarés

### Club
Perfumerías Avenida Baloncesto:
- Supercopa de Europa (1): 2011
- Liga Femenina (1): 2012/13
- Copa de la Reina (1): 2011/12
- Supercopa de España (2): 2011, 2012

PINKK-Pécsi 424:
- Liga húngara (1): 2013/14

CB Conquero:
- Copa de la Reina (1): 2015/16

### Selección española

#### Absoluta
- Eurobasket 2007 ( Italia)
- Mundial 2014 ( Turquía)
- Juegos Olímpicos de 2016 ( Río de Janeiro)
- Juegos Mediterráneos de 2001 ( Túnez)
- Eurobasket 2003 ( Grecia)
- Eurobasket 2005 ( Turquía)
- Eurobasket 2009 ( Letonia)
- Mundial 2010 ( República Checa)
- Eurobasket 2015 ( Hungría– Rumania)

#### Categorías inferiores
- Europeo U16 1999 ( Tulcea)

### Distinciones individuales
- 2003: Quinteto ideal[14] Liga Femenina
- 2009: Medalla de Bronce de la Real Orden del Mérito Deportivo[15]
- 2015: Medalla de Plata de la Real Orden del Mérito Deportivo[16]
- Máxima reboteadora histórica de la Liga Femenina[8]